# Macquartia uniseriata
Macquartia uniseriata är en tvåvingeart som beskrevs av Fritz Isidore van Emden 1960. Macquartia uniseriata ingår i släktet Macquartia och familjen parasitflugor.
Artens utbredningsområde är Kongo. Inga underarter finns listade i Catalogue of Life.